# Un homme, un vrai (roman)
Pour les articles homonymes, voir Un homme, un vrai (homonymie).
Un homme, un vrai (A Man in Full) est le deuxième roman de Tom Wolfe, publié le 12 novembre 1998 par Farrar, Straus & Giroux. L'histoire se déroule principalement à Atlanta, avec une partie significative se situant également dans la région de East Bay, dans la baie de San Francisco.

## Résumé
Un homme, un vrai est un roman satirique (une satire de type juvénalienne) qui se déroule en Géorgie à la fin du XXe siècle. Il raconte l’histoire de personnages, noirs et blancs, issus de différentes classes sociales et économiques de la Géorgie. Parmi eux, on trouve Charles "Cap'm Charlie" Croker, un magnat de l’immobilier et membre de la haute société d’Atlanta qui se retrouve soudainement au bord de la faillite ; Martha Croker, sa première épouse, qui tente de maintenir son statut social sans son mari ; Ray Peepgass, qui cherche illégalement à tirer profit de la chute de Croker ; Roger "Too White" White II, un avocat noir influent ; et Conrad Hensley, un jeune homme en prison qui découvre la philosophie stoïcienne (Épictète).
Le roman commence lorsque les personnages apprennent la rumeur selon laquelle une jeune héritière blanche aurait été violée par une superstar noire du sport, Fareek "The Cannon" Fanon. Bien que cet événement n’ait pas d’importance directe dans la vie des personnages, la possibilité que cette rumeur déclenche des émeutes raciales dans la région métropolitaine d’Atlanta a un impact profond sur chacun d’eux. La politique locale et les intérêts économiques s’en mêlent, notamment le président de la banque à laquelle Croker est endetté, l’ancien frère de fraternité de Roger Too White (devenu maire d’Atlanta), ainsi que l’ensemble de la société "respectable" d’Atlanta.
Un homme, un vrai est écrit dans un style similaire à celui des autres romans de Wolfe, tels que Le Bûcher des vanités et Moi, Charlotte Simmons

## Réactions
Publié onze ans après le best-seller de Wolfe, Le Bûcher des vanités, Un homme, un vrai  était très attendu ; on savait que Wolfe travaillait depuis plusieurs années sur les recherches pour ce nouveau roman.
La plupart des grands journaux et magazines américains ont donné au livre des critiques positives. Cependant, une seconde vague de critiques, provenant de publications littéraires plus exigeantes, a été plus mitigée, voire négative. Certaines de ces critiques plus acerbes, bien qu’elles reconnaissent la qualité du style de Wolfe, sont venues d’écrivains américains reconnus, notamment John Updike et Norman Mailer. De plus, le romancier John Irving a critiqué le roman de Wolfe lors d’une interview à la télévision canadienne. Wolfe a répondu à ces attaques dans son livre Hooking Up, surnommant ces trois auteurs ses "Les Trois Stooges" , affirmant qu'ils étaient en réalité déstabilisés par le soutien qu'il recevait. Selon Wolfe, ces romanciers se sentaient menacés par le succès de sa méthode – écrire un roman en s’appuyant sur des techniques de reportage – et ils ne parvenaient plus, selon lui, à se confronter au monde réel.
D’après la critique de Mailer, le livre s’était vendu à plus de 750 000 exemplaires dès décembre 1998.
Le roman a également été perçu comme comportant des allusions ou des caricatures de certaines figures influentes de la société contemporaine d’Atlanta.

## Adaptation

### Livre audio
La version abrégée du livre audio de Un homme, un vrai a été narrée par l’acteur américain David Ogden Stiers. La version intégrale du livre audio a été publiée en 2018 et a été narrée par l’acteur américain Michael Pritchard (en).

### Mini-série
En novembre 2021, Netflix a commandé une adaptation télévisée du roman intitulée Un homme, un vrai, sous la forme d’une mini-série en six épisodes, avec Regina King comme réalisatrice et productrice exécutive, et David E. Kelley en tant que showrunner.
La mini-série Un homme, un vrai a été diffusée le 2 mai 2024 et a reçu des critiques mitigées.